# Perec Naftali
Perec Naftali (hebrejsky: פרץ נפתלי, rodným jménem Fritz Naftali; 19. března 1888 – 30. dubna 1961) byl sionistický aktivista a izraelský politik, který v 50. letech zastával řadu ministerských postů v izraelské vládě.

## Biografie
Narodil se v Berlíně v Německém císařství a v roce 1911 vstoupil do Sociálnědemokratické strany. V letech 1911 až 1912 sloužil v německé císařské armádě, načež pracoval jako novinář se zaměřením na hospodářská témata. Do armády se vrátil po vypuknutí první světové války a sloužil v letech 1917 až 1918. V roce 1921 se stal redaktorem ekonomického oddělení deníku Frankfurter Zeitung a v této funkci působil až do roku 1926, kdy se stal ředitelem ekonomicko-výzkumného oddělení odborového svazu. V roce 1921 vydal knihu How To Read the Economic Section of the Newspaper, která se v Německu stala bestsellerem.
V roce 1925 se přidal k sionistickému hnutí a o šest let později byl delegátem na sionistickém kongresu. V roce 1933 podnikl aliju do britské mandátní Palestiny, kde zprvu působil jako přednášející na Technionu. Posléze se v roce 1938 stal generálním ředitelem banky ha-Po'alim, v jejímž čele stál až do roku 1949. V letech 1941 až 1948 byl členem Asifat ha-nivcharim.
Ve prvních izraelských parlamentních volbách v roce 1949 byl zvolen poslancem Knesetu za stranu Mapaj. Po obhájení poslaneckého mandátu v následujících volbách v roce 1951 byl jmenován ministrem bez portfeje ve vládě Davida Ben Guriona. V červnu 1952 se stal ministrem zemědělství, kterým byl až do voleb v roce 1955, po nichž opět působil jako ministr bez portfeje. V lednu 1959 byl jmenován ministrem sociální péče, nicméně ve funkci nesetrval dlouho, neboť ve volbách, které se toho roku konaly neobhájil svůj poslanecký mandát a přišel i o ministerskou funkci.